# Erysiphe mayorii
Erysiphe mayorii är en svampart som beskrevs av S. Blumer 1933. Erysiphe mayorii ingår i släktet Erysiphe och familjen Erysiphaceae.  Arten är reproducerande i Sverige. Inga underarter finns listade i Catalogue of Life.